# Caroline Maitland

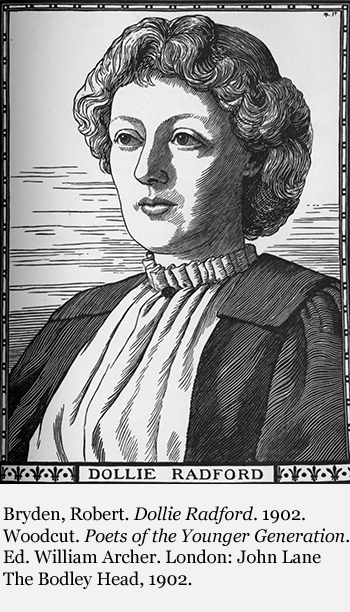
Holzschnitt „Dollie Radford“ von Robert Bryden

Caroline Maitland (* 3. Dezember 1858; † 7. März 1920) war eine britische Dichterin und Schriftstellerin. Verheiratet mit dem Dichter Ernest Radford, veröffentlichte sie unter dem Namen Dollie Radford.

## Leben
Maitland wuchs in London auf, wo ihr Vater als Schneider arbeitete. Als ältestes von sechs Kindern erlebte sie im Alter von zehn Jahren den Tod ihrer Mutter, gefolgt von Problemen ihres Vaters mit seiner zweiten Frau. Maitland besuchte das Queen’s College in London.
Sie wurde eine enge Freundin von Eleanor Marx, die sie durch einen Shakespeare-Lesekreis kannte, an dem auch Karl Marx teilnahm, von Amy Levy und ihrer zukünftigen Schwägerin Ada Wallas. 1880 lernte sie ihren zukünftigen Ehemann im Lesesaal des Britischen Museums kennen und sie trafen sich danach im Haus von Karl Marx. Ihre frühesten Gedichte veröffentlichte sie als „C.M.“ in der radikalen Zeitschrift Progress: A Monthly Magazine of Advanced Thought in 1883. Bernard Shaw vertonte 1884 einen dieser Texte. Kurz danach heiratete sie 1883 Ernest Radford, und schrieb ab da als Dollie Radford. Sie hatten drei Kinder, eines davon war der Arzt und Schriftsteller Maitland Radford. Zu ihren Enkelkindern gehört die Stadt- und Parkplanerin Ann MacEwen.
Das Ehepaar teilte gemeinsame Interessen an Poesie, Politik und Kunsthandwerk. Als aktive Mitstreiter besuchten sie wöchentlich sozialistische Versammlungen. Zu ihrem Kreis gehörten einige der berühmtesten Namen der Literatur und der radikalen Politik der Jahrhundertwende: William Morris, George Bernard Shaw,  H. G. Wells,  W. B. Yeats, Olive Schreiner, Edward Aveling,  Constance und Edward Garnett,  John Galsworthy oder D. H. Lawrence.
Als ihr Mann als Sekretär für die Arts and Crafts Exhibition Society angestellt wurde, half sie bei der Organisation der ersten Ausstellung im Jahr 1888. Durch die Mitgliedschaft ihres Mannes war Radford auch assoziiertes Mitglied des Rhymers' Club, konnte aber wegen des Verbots von Frauen nicht an den reinen Männertreffen teilnehmen, was von Ernest Radford in einem überlieferten „Trauervers“ bedauert wurde.
Ihr schriftlicher Nachlass befindet sich in der William Andrews Clark Memorial Library an der UCLA und in der British Library.

## Werke
Zwischen 1891 und 1912 erschienen Radfords Gedichte in Magazinen wie The Athenaeum, The Nation, McClure’s Magazine oder The Yellow Book. Die Gedichte erschienen zusätzlich in fünf Anthologien, dazu schrieb sie einen Kurzgeschichtenband und sieben Kinderbücher.
Vordergründig schrieb Radford kurze romantische Lyrik, die romantische Naturbilder mit feministischen Ideen zusammenbringt. Jedes von Radfords Büchern enthält eine Folge von zarten Liebesgedichten, die meist an einen Geliebten, manchmal aber auch von der Mutter an die Kinder gerichtet sind. In vielen zeitgenössischen Kritiken wurden die Gedichte deshalb als zu leicht, zu süß und mit zu viel Charme versehen eingeschätzt. Radfords Gedichte weisen zwar einen unbestreitbaren Charme auf, doch dient diese Eigenschaft oft eher subversiven als sentimentalen Zwecken. In den Bänden unterbricht sie regelmäßig die konventionellen Abläufe mit einer Reihe von Gedichten, die mit ihren unvorhersehbar dekadenten, feministischen oder sozialistischen Ansichten aufschrecken.

„Dollie Radford’s poetry replaces the “pacific house of dolls” so manyreviewers sought to find with a less comforting, more complicated structure.“

„Dollie Radfords Poesie ersetzt das "friedliche Puppenhaus", das so viele Rezensenten zu finden suchten, durch eine weniger tröstliche, kompliziertere Struktur.“

Gedichtbände
- A Light Load. Elkin & Mathews, London 1891 (google.de).
- Songs, and other verses. John Lane, London 1895.
- One Way of Love: an Idyll. T. Fisher Unvwin, London 1898.
- A Ballad of Victory and other poems. Alston Rivers, London 1907.
- Poems. Elkin & Mathews, London 1910.

Kurzgeschichten
- The Poet's Larder, and other stories. J. W. Arrowsmith, Bristol 1900.

Kinderbücher
- mit Illustrationen von Gertrude Bradley: Songs for Somebody. David Nutt, London 1893.
- mit Illustrationen von Louis Davis: Good Night. David Nutt, London 1895.
- mit Illustrationen von Gertrude Bradley: Sea-Thrift: A fairy tale. De La More Press, London 1904.
- mit L. E. Wright: The Young Gardeners’ Kalendar. De La More Press, London 1904.
- In Summer Time: A little boy's dream. Pear Tree Press, Petersfield 1905.
- mit Illustrationen von Gertrude Bradley: Shadow Rabbit. Green Sheaf,, London 1906.
- The Goose Girl at the Well: Adapted from the version in the Household stories of The Brothers Grimm: A fairy play. Elkin & Mathews, London 1906.